# Oldsmobile Curved Dash
Oldsmobile Curved Dash – samochód osobowy produkowany pod amerykańską marką Oldsmobile w latach 1901–1907.
Nazwa tego pojazdu nawiązuje do charakterystycznej, wygiętej przedniej części nadwozia, zaprojektowanego na wzór typowych dla tego okresu powozów. Wbrew powszechnej opinii, to właśnie ten samochód stał się pierwszym masowo produkowanym samochodem, montowanym na taśmie produkcyjnej.

## Dane techniczne
- Silnik jednocylindrowy, 1563 cm³[1]
- Układ zasilania: gaźnik[1]
- Średnica cylindra × skok tłoka: b.d.
- Stopień sprężania: b.d.
- Moc maksymalna: 4,5 KM (3,4 kW)[1]
- Maksymalny moment obrotowy: b.d.
- Prędkość maksymalna: 32 km/h[1]